# Tornado (finnische Band)
Tornado ist eine finnische Thrash-Metal- und Sleaze-Rock-Band aus Tampere, die 2010 gegründet wurde.

## Geschichte
Unglücklich mit dem Leben als Tourmanager, entschied sich der Sänger Superstar Joey Severance im Jahr 2010 seine eigene Band zu gründen. Zusammen mit dem niederländischen Gitarristen Michiel „Big Maaaan“ Rutten begann er in seinem Schlafzimmer die ersten Lieder zu schreiben. Mit Hilfe des ehemaligen Born-from-Pain-Schlagzeugers Roel Klomb reiste das Duo nach Belgien, um im Studio des Brujeria-Gitarristen Chris Paccou ein erstes Demo aufzunehmen. Das Demo erschien jedoch nie öffentlich und wurde auch nie an ein Label geschickt. Nach ein paar Monaten wurde unter denselben Umständen ein weiteres Demo aufgenommen und an Labels geschickt, woraufhin die Band im November 2010 einen Plattenvertrag bei Listenable Records erreichte. Immer noch ohne richtige Besetzung kontaktierte Severance die befreundete Band Amoral. Mit dem Gitarristen Benjamin „Daddy B.“ Varonen, dem Bassisten Pekka Johansson aka Johnny Wow und dem Schlagzeuger Juhana „Starvin Marvin'“ Karlsson, die allesamt bei Amoral tätig waren, begaben sie sich in das schwedische Parlby in das Abyss Studio, wo mit dem Produzenten Peter Tägtgren das Debütalbum Amsterdamn, Hellsinki aufgenommen wurde. Nach der Veröffentlichung im Jahr 2011 trennte sich die Band von dem Label, da sie mit der Zusammenarbeit nicht zufrieden war. Währenddessen verließ Rutten aufgrund seines Umzuges zu seiner Freundin nach Israel die Besetzung. Daraufhin begab sich Severance, der sich mit der Band größtenteils in den Niederlanden aufgehalten hatte, zurück nach Finnland.
Innerhalb von zwei Monaten nach seiner Ankunft setzte Severance eine Anzeige in eine lokale Zeitung, in der er nach passenden Musikern suchte. Als erstes antwortete ihm der Gitarrist Tuomas Leskinen aka Tommy Shred, dann der Bassist Henri Soisalo aka Henry Steel und der Schlagzeuger Jani Niemelä. Da kein weiterer Gitarrist gefunden werde konnte, brachte Leskinen den Freund Timo Pönni aka Tim Damion mit in die Besetzung. Es schlossen sich lokale Auftritte mit Lazy Bonez aber auch ein paar mit Korpiklaani an. Auf dem Album Manala von letzterer Band hatte Severance zudem Gastgesang beigesteuert. Außerdem arbeitete die Band an neuen Liedern, die in Form des Albums Black President im Studio 33 in Kuopio mit dem Produzenten Kimmo Hamalainen aufgenommen wurden. Nach den Aufnahmen verließ Niemelä wegen anhaltender Probleme mit dem Handgelenk die Besetzung. Niko McNasty ersetzte ihn. Nach mehreren Monaten unterzeichnete die Band einen Plattenvertrag bei dem italienischen Label WormHoleDeath, wo zuvor u. a. Frostbitten Kingdom bereits einen Tonträger veröffentlicht hatte. Das Album wurde im August 2015 veröffentlicht.

## Stil
Marc Halupczok vom Metal Hammer bezeichnete die Musik als eine Mischung aus Thrash Metal und Sleaze Rock. Vor allem der Gesang erinnere an Sleaze Rock. Im Interview mit ihm gab Superstar Joey Severance an, dass diese ungewöhnliche Mischung auf seine Kindheit zurückzuführen ist, da man damals keinen Unterschied zwischen Hardcore Punk, Thrash Metal oder Glam Rock bzw. Glam Metal gemacht habe. Eine seiner frühesten Einflüsse sei Kiss gewesen. Textlich orientiere sich Amsterdamn, Hellsinki stärker am Thrash Metal, so handele 3 of 8 von der Erde. Eine Ausgabe zuvor hatte Halupczok Amsterdamn, Hellsinki rezensiert. Das Album biete eine Mischung aus Thrash Metal, Punk und ein paar modernen Klängen. Dabei mache die Gruppe auch von Tempowechseln Gebrauch. Am charakteristischsten sei jedoch der Gesang, der ähnlich wie bei Joey Belladonna oder John Connelly nicht zum Thrash Metal passe.

## Diskografie
- 2011: Amsterdamn, Hellsinki (Album, Listenable Records)
- 2015: Black President (Album, WormHoleDeath)